# Đền Bel

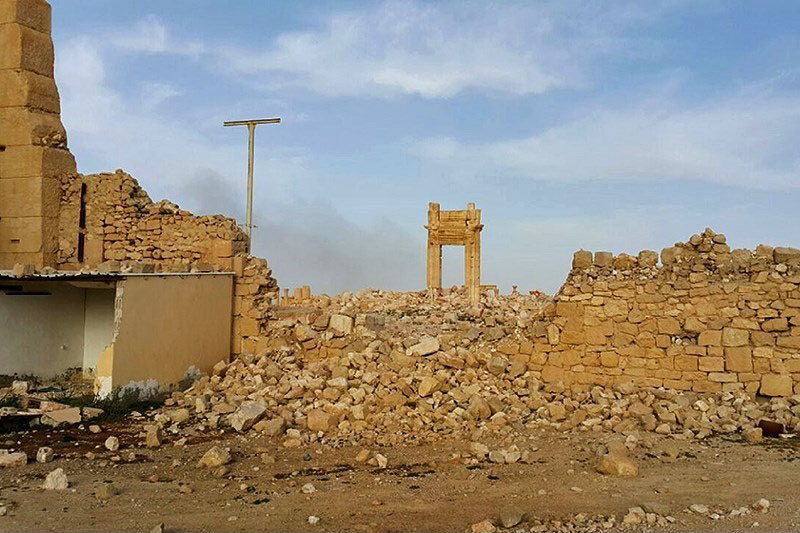
Phần còn lại của đền, ảnh chụp năm 2016, sau khi bị phá hủy

Đền Bel (tiếng Ả Rập: معبد بل) là một phế tích đá cổ ở Palmyra, Syria. Ngôi đền thờ vị thần Semitic Bel, được thờ ở Palmyra với bộ ba vị thần gồm thần mặt trăng Aglibol và thần mặt trời Yarhibol, tạo nên trung tâm của cuộc sống tôn giáo ở Palmyra khánh thành vào năm 32. Aedeen Cremin xem phế tích này "được bảo quản tốt nhất" ở Palmyra.
Đền này đã bị Nhà nước Hồi giáo Iraq và Levant phá hủy tháng 8 năm 2015.